# Arthez-de-Béarn
Die französische Gemeinde Arthez-de-Béarn liegt im Département Pyrénées-Atlantiques in der Region Nouvelle-Aquitaine und ist Teil des Kantons Artix et Pays de Soubestre.
Durch den 1829 Einwohner (Stand 1. Januar 2022) zählenden Ort führt der Fernwanderweg GR 65, der weitgehend dem historischen Verlauf des französischen Jakobsweges Via Podiensis folgt.

## Geografie und Verkehr
Arthez-de-Béarn liegt im Südwesten Frankreichs im nördlichen Pyrenäen-Vorland. Der Ort gehört zum historischen Gebiet des Béarn, das an das französische Baskenland angrenzt. Der Ort liegt auf einer Hügelkette mit Ausblick auf die Pyrenäengipfel, auf die Ebene des Béarn im Norden und ins Tal des Gave de Pau im Süden.
Die nächste Stadt ist Orthez, erreichbar in westlicher Richtung über die D946 – D817 nach circa 15 Straßenkilometern.
Nahe französische Großstädte sind Toulouse (166 km) im Osten und Bordeaux (153 km) im Norden.
Der nächste internationale Flughafen ist der Aéroport de Pau-Pyrénées, der über die D233 in circa 25 Straßenkilometern erreicht wird. Einen Bahnhof gibt es ist in Pau, der an das TGV-Netz der SNCF angeschlossen ist. An das französische Fernstraßennetz ist Arthez-de-Béarn über die A64 Briscous (am Atlantik, nahe der spanischen Grenze) – Toulouse angebunden. Autobahnanschlüsse an die A64 sind bei Orthez (8) und bei Artix (9).

## Geschichte
Aus gallo-römischer Zeit gibt es Siedlungsspuren im Gemeindegebiet von Arthez-de-Béarn. Arthez entstand aus einem Augustiner-Kloster. Im frühen Mittelalter war es eine Festung des Verteidigungsnetzes des Béarn. Der Zugang zur Stadt war durch zwei Zugbrücken gesichert, und im Zentrum der Stadt befand sich eine Burg mit zwei quadratischen Türmen, von denen einer erhalten ist und heute als Glockenturm dient. 1385 fiel der Ort unter die Herrschaft der Herzöge von Gramont.
Im Jahre 1385 war Arthez mit etwa 1.275 Einwohnern die fünftgrößte Stadt des Béarn. 1881 gab es immer noch 1.409 Einwohner, bevor der stetige Bevölkerungsrückgang mit 881 Einwohnern 1954 seinen Tiefpunkt erreichte. Danach wurde durch die Errichtung des Industriegebiets von Lacq wieder eine positive Entwicklung erreicht. Heute spielt es eine aktive Rolle in der Entwicklung des Gemeindeverbandes und der Verwaltungsstrukturen.
| Einwohner                                                  | 1.400 | 1.850 | 1.742 | 1.427 | 1.245 | 953 | 881 | 1.216 | 1.546 | 1.640 | 1.579 | 1.594 |
| Ab 1962 offizielle Zahlen ohne Einwohner mit Zweitwohnsitz |       |       |       |       |       |     |     |       |       |       |       |       |

## Jakobsweg (Via Podiensis)
Im 12. Jahrhundert gründete der Johanniterorden eine Niederlassung (Kommende) für die Betreuung der Jakobspilger. Davon ist heute nur noch die Kapelle Caubin, benannt nach dem ersten Kommandanten, erhalten.
Heute bietet der Ort neben zwei Pilgerherbergen (französisch: Gîte d'étape) Privatzimmer (französisch: Chambre d'hôtes) und einen Campingplatz. Der weitere Weg führt hinunter in das Tal des Gave de Pau, der bei Maslacq überschritten wird. Damit ist nun endgültig das Pyrenäenvorland erreicht. Die Hügelketten werden immer wieder durch Bachläufe gequert, was zu einem ständigen Auf und Ab führt. Es geht über Sauvelade zur nächsten Stadt Navarrenx. Nach Navarrenx führt als Straßenverbindung die Route D275, D110, D111. Vor Argagnon trifft die Variante über die historische Salzhandelsstraße wieder auf den Hauptweg. Weitere Beherbergungsbetriebe gibt es auf der Strecke nach Navarrenx in Maslacq und Sauvelade.

## Kultur und Wirtschaft
- Der Ort befindet sich auf einer Anhöhe, auf der sich einst der befestigte Ort befand. Die Straßen sind von alten Landhäusern sowie typischen Höfen des Béarn gesäumt.
- Die Kirche mit dem integrierten Burgturm, der heute als Glockenturm genutzt wird, aus dem 12. Jahrhundert.
- Die restaurierte romanische Kapelle der Kommandantur Caubin.

Ein großer Teil der Bevölkerung arbeitet in der Landwirtschaft sowie Pferde- und Viehzucht. Lokale Produkte sind Wein, Weizen, Tabak und Mais, sowie Foie gras aus Entenleber.

## Städtepartnerschaften
- Bogen, Deutschland (Niederbayern), seit 1982
- Biescas, Spanien (Provinz Aragon), seit 1996
- Olite, Spanien (Provinz Navarra), seit 1997